# ЈС-1
Јосиф Стаљин 1 или скраћено ЈС-1 је био совјетски тешки тенк током Другог светског рата

## Настанак
Током 1943. године када је највећа криза по опстанак државе прошла Црвене армија одлучила је да се позабави својом тенковском доктрином. Цела нова концепција се свела на изградњу средњих тенкова или тачније речено Т-34. Прва жртва тог размишљања постају лаки тенкови за које се процењује да су некорисни за даљу употребу па се обуставља њихова даља производња. Сличну судбину требало је да доживе и тешки тенкови, али масовнија појава немачких Пантера је довела до обуставе тог плана и стварања серије тенкова ЈС са идејом замене тенка КВ-1 и КВ-85 .
Прва краткотрајна генерација ових нових тенкова добија име ЈС-1. Како је у мање од 6 месеци што се се овај тенк налазио у производњи произведено само стотинак његових примерака пре би се могао назвати прототипом него правим серијским тенком.

### Опрема
Ако се упореде технички подаци између овог тенка и његовог претходника налази се велики број сличних података. КВ-85 и ЈС-1 имају идентичан топ од 85 mm, мотор типа В-2 и идентичне гусенице. Некакве минималне разлике се могу наћи у висини и тежини тенка. ЈС-1 иако има пуно дебљи оклоп је мало лакши од свог претходника. То се постигло незнатним снижавањем висине и смањењем количине муниције коју он превози у свом малом складишту.
Укратко и КВ-85 и ЈС-1 нису ништа друго него међугенерацијски тенкови између серија КВ и ЈС. Први прави тенк ове нове генерације постаје ЈС-2 .

### Напомена
Уопштено се данас сматра да су тенкови имена ЈС били совјетски одговор на немачки Тигар, али та чињеница стоји далеко од истине. По тадашњем размишљању у Москви Немачка је једноставно производила премало тенкова Тигар да би победила огроман број Т-34.
Забринутост која доводи до појаве пројекта ЈС наступа тек појавом масовне немачке производње типа Пантер.